# جذام شبه نسيجي
الجذام شبه النسيجي أو الجذام شبيه النسج أو الجذام نسيجي الشكل هو حالة جلدية وشكل نادر للجذام متعدد العصيات.